# Faramea paniculata
Espèce
Synonymes
Selon Tropicos (20 mai 2024)
- Coffea paniculata Aubl. - Basionyme
- Coussarea paniculata (Willd.) Standl.
- Coussarea paniculata (Aubl.) Lemée
- Tetramerium paniculatum (Aubl.) Spreng.

Selon GBIF (20 mai 2024)
- Coffea paniculata Aubl. - Basionyme
- Coussarea paniculata (Aubl.) Lemée
- Tetramerium paniculatum (Aubl.) Spreng.

Faramea paniculata est une espèce d'arbuste d'Amérique du sud, appartenant à la famille des Rubiaceae.

## Description
En 1953, Lemée en propose la description suivante de Faramea paniculata :

« C. paniculata Standl. (Billardiera p. Vahl.); Arbre subglabre à jeunes rameaux obtusément 4-gônes ; feuilles de 0,15-0,22 sur 0,05-0,11, oblongues-elliptiques caudées-acuminées, à base aiguë, herbacées, ou subcoriaces, avec 8-10 paires de nervures saillantes en dessous et poilues à l'aisselle ; panicules avec bractées ou presque, formées d'ombelles au sommet des ramifications ; fleurs pédicellées, calice campanulé, corolle blanche à tube de 6 mm. et lobes de 5-6, anthères un peu saillantes, style de 10 mm. ; drupe ovoide de 13 mm. sur 10, jaunâtre. - Guy. franç. (Fl. of Surinam). »

— Albert Lemée, 1953.

## Répartition
Faramea paniculata est présent dans le bassin amazonien et le plateau des Guyanes.

## Écologie
Faramea paniculata est largement méconnue.

## Protologue

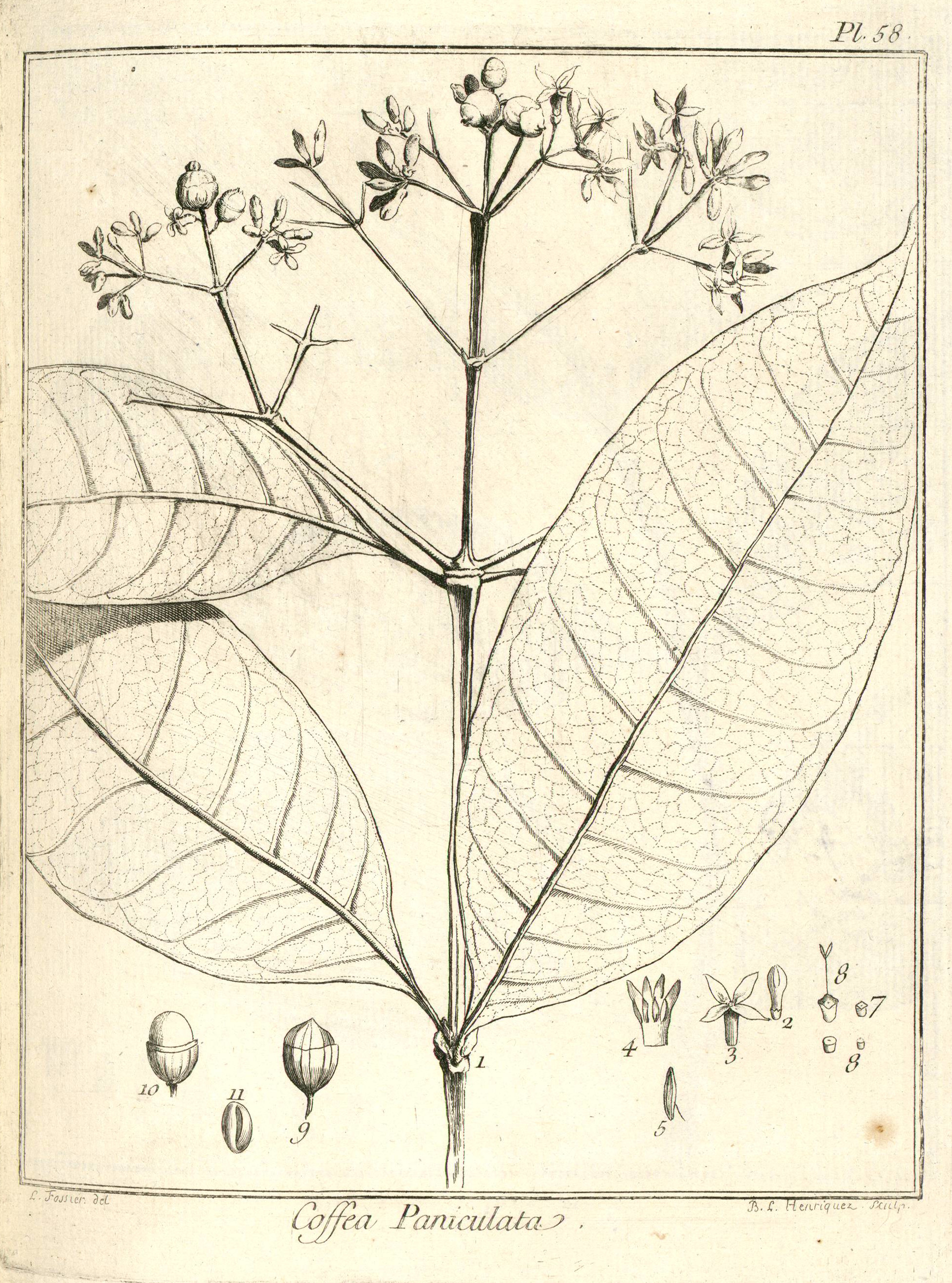
Coffea paniculata (= Faramea paniculata) par Aublet (1775)
1. Stipules. - 2. Bouton de fleur. - 3. Corolle. - 4. Corolle ouverte. Étamines. - 5. Étamine ſéparée - 6. Calice. Diſque. Style. Stigmate. - 7. Calice. - 8. Calice. Ovaire de grandeur naturelle. - 9. Baie. - 10. Baie couple. Une ſeule ſemence ; la deuxième avorte. - 11. Semence ſéparée.

En 1775, le botaniste Aublet a premièrement décrit Faramea paniculata sous le nom de Coffea paniculata et en a proposé le protologue suivant : 

« 1. COFFEA (paniculata) ramis quadrangularibus, foliis amplis, ovato-oblongis, acutis ; coroilis quadrifidis, baccis diſpermis. (Tabula 58.).
Frutex trunco octo-pedali, ramoſo ; ramis & ramuſculis tetragonis, oppoſitis, nodoſis. Folia ampla, ovato-oblonga, acuta, decidua, utrinque intrà baſim petiolorum. Flores panniculati, terminates. Pediculis oppoſitis, in ſummitate ramoſis ; ramuſculis tri vel quadri & quinquepartitis, ſingulis. Corolla alba, ſuavem odorem exhalans. Bacca ſubcærulea. Semina duo ovata, hinc convexa, indè plana, ſulcata, ſulco longitudinali.
Florebat, fruclumque ferebat Aprili.
Nomen Caribæum NOUA-NIROUCA.
Habitat in ſylvis prope amnem Galibienſem.

LE CAFFÉ paniculé. (PLANCHE 58.)
Le tronc de cet arbre s'élève à ſept ou huit pieds, ſur cinq à ſix pouces de diamètre. Son écorce eſt grisâtre, ridée & gerſée. Son bois eſt dur & blanchâtre. à meſure qu'il ſe prolonge, il pouſſe des branches oppoſées, rameuſes, noueuſes, à quatre angles. Les rameaux ſont garnis à chaque nœud de deux feuilles oppoſées, & diſpoſées en croix. Elles ſont vertes, liſſes, entières, luiſances, fermes, ovales, terminées par une longue pointe. Les plus grandes ont huit pouces & demi de longueur ſur trois & demi de largeur, leur pédicule eſt court. Entre la naiſſance des deux pédicules oppoſés, il y a de chaque côté, une ftipule large & aiguë, qui tombe bientôt après le développement des feuilles. 
Les fleurs naiſſent à l'extrémité des rameaux, ſur une panicule, dont la tige & les branches ſont à quatre angles.
Le calice eſt très petit, d'une ſeule pièce, évaſe a ſon limbe, qui eſt marqué de quatre petites pointes.
La corolle eſt blanche, monopétale, attachée ſur l'ovaire, autour d'un diſque. Son tube eſt long, partagé en quatre lobes larges & aigus.
Les étamines ſont au nombre de quatre, placées ſur la paroi interne & moyenne du tube, au deſſous de ſes diviſions. Leur filet eſt court. L'anthère eſt longue & a deux bourſes qui s'ouvrent en deux valves.
Le piſtil eſt un ovaire qui fait corps avec le calice. Il eſt couronné d'un diſque, du centre duquel ſort un style terminé par un stigmate à deux lames bleuâtres. 
L'ovaire devient une baie bleuâtre, d'une ſubſtance charnue, qui couvre deux semences appliquées l'une contre l'autre, marquées d'un ſillon longitudinal. Souvent il y a une des ſemences qui avorte. 
Les fleurs de cet arbriſſeau exhalent une odeur qui a beaucoup de rapport à celle de la jacinthe cultivée. 
Il eſt nommé VOUA-VIROUCA par les Garipons. 
Il croît dans les grandes forêts de la Guiane, qui s'étendent ſur les bords de la crique des Galibis. 
Il étoit en fleur & en fruit dans le mois d'Avril. »

— Fusée-Aublet, 1775.